# Miltogramma v-nigrum
Miltogramma v-nigrum är en tvåvingeart som först beskrevs av Macquart 1854.  Miltogramma v-nigrum ingår i släktet Miltogramma och familjen köttflugor.
Artens utbredningsområde är Schweiz. Inga underarter finns listade i Catalogue of Life.